# Bernhard Schweineberg
Bernhard Schweineberg (* 25. Januar 1828 in Mühlhausen; † 27. Oktober 1902 ebenda) war ein deutscher Politiker und von 1883 bis 1894 Bürgermeister von Mühlhausen sowie von 1884 bis 1894 Mitglied des Preußischen Herrenhauses.

## Leben
Schweineberg studierte an den Universitäten Halle und Göttingen Rechtswissenschaften. 1846 wurde er Mitglied des Corps Borussia Halle. 1847 schloss er sich dem Corps Frisia Göttingen an. Er wurde zum Dr. jur. promoviert und schloss das Studium mit dem Referendarexamen ab. Im Jahr 1858 wurde er zum ersten besoldeten Stadtrat von Mühlhausen gewählt. Im Jahr seines 25. Amtsjubiläums, am 10. Januar 1883, wurde er, als Nachfolger des auf eigenen Wunsch ausscheidenden Karl Engelhart, Erster Bürgermeister von Mühlhausen. Zudem übernahm er ab 1894 von Engelhart die Vertretung Mühlhausens im preußischen Herrenhaus. Am 24. Juli 1887 erhielt Schweineberg das Recht, den Titel eines Oberbürgermeister zu führen.  Im Jahr 1891 wurde ihm, anlässlich eines Krönungs- und Ordensfestes zum 20. Jahrestag der Reichsgründung, der Rote Adlerorden 4. Klasse verliehen. Er war Mitglied der Mühlhausener Freimaurerloge Hermann zur deutschen Treue und zeitweise deren Meister vom Stuhl. Am 1. Oktober 1894 wurde er, auf eigenen Wunsch, aus gesundheitlichen Gründen pensioniert. Er erhielt im selben Jahr die Ehrenbürgerschaft seiner Heimatstadt.  Sein Nachfolger wurde August Lentze. Schweineberg sollte für mehr als 60 Jahre der letzte gebürtige Mühlhäuser sein, der das Amt des Bürgermeisters/Oberbürgermeisters innegehabt hatte. Acht Jahre nach seiner Pensionierung, am 27. Oktober 1902, starb Bernhard Schweineberg mit 74 Jahren.

## Trivia
Im Jahr 1892 wurde das Grundsloch im Popperöder Brunnenhaus, das für die öffentliche Wasserleitung genutzt wird, versiegelt. Der dabei entstandene Hügel wurde im Volksmund später „Schweineberg“ genannt.